# Сиротюк Олег Мирославович
Оле́г Миросла́вович Сиротю́к (нар. 18 лютого 1978, Тернопіль, Українська РСР, СРСР) — український політик. Народний депутат України 7-го скликання. Голова Тернопільської обласної державної адміністрації (березень–листопад 2014 р.). Член партії Всеукраїнське об'єднання «Свобода».

## Життєпис

### Навчання
Батьки — уродженці Зборівського району. Середню освіту здобув у загальноосвітній школі № 12. Паралельно навчався у дитячо-юнацькій спортивній школі та в Тернопільській художній школі. Його юність — це спортивні турніри, поїздки Україною, перемоги у Міжнародних та всеукраїнських змаганнях з волейболу та з бігу. Бере участь в олімпіадах, які організовує Мала академія наук. Належить до Товариства творчої молоді «Відродження» — поглиблено вивчає історію України, географію, математику, пише науково-дослідницьку роботу з економіки.
З 1992 року — у скаутській організації «Пласт». Зі свободівцями знайомиться під час перебування в одному з молодіжних таборів у Карпатах.
|  | «Я спочатку познайомився з людьми, з їхніми поглядами і переконаннями. А потім і з самою політичною силою» |

Ввійшовши до лав «Свободи», знайомиться з працями ідеологів націоналізму — Дмитра Донцова, Миколи Сціборського, Миколи Міхновського.
У 1995—2000 роках навчається в Тернопільській академії народного господарства. Займається науково-дослідною і пошуковою роботою, бере участь у десятках науково-практичних конференцій. Стає стипендіатом Міжнародного фонду «Смолоскип». Навчання закінчує з дипломом із відзнакою.
Здобуває другу вищу освіту — юридичну — на факультеті післядипломної освіти Київського національного університету імені Тараса Шевченка.
Співголова редакційної колегії 3-томного енциклопедичного видання «Тернопільщина. Історія міст і сіл».
Одружений. Дружина — Наталя Турецька — депутат обласної ради. Виховують троє дітей.

### Діяльність
З 1999 року керує громадськими організаціями, зокрема національно-патріотичним Об'єднанням студіюючої молоді «Зарево». Працює на приватних фірмах міста. Тернопільською «Свободою» керує з часу створення.
З 2008 року — керівник Центру національно-патріотичного виховання української молоді.

#### Народний депутат України
З 12 грудня 2012 до 17 березня 2014 року — народний депутат України 7-го скликання від партії Всеукраїнське об'єднання «Свобода», № 16 у списку. Заступник Комітету з питань державного будівництва та місцевого самоврядування.
Брав активну участь у Євромайдані в Києві, Тернополі та інших містах.

#### Голова Тернопільської ОДА
2 березня 2014 року був призначений головою Тернопільської обласної адміністрації. 12 листопада 2014 року Олег Сиротюк подав у відставку з посади голови Тернопільської обласної адміністрації через те, що ВО «Свобода» не потрапила до Верховної Ради України VIII скликання та його думку, що відповідальність має нести новообрана коаліція. 18 листопада 2014 року Президент звільнив Олега Сиротюк з посади голови Тернопільської ОДА.

## Світлини

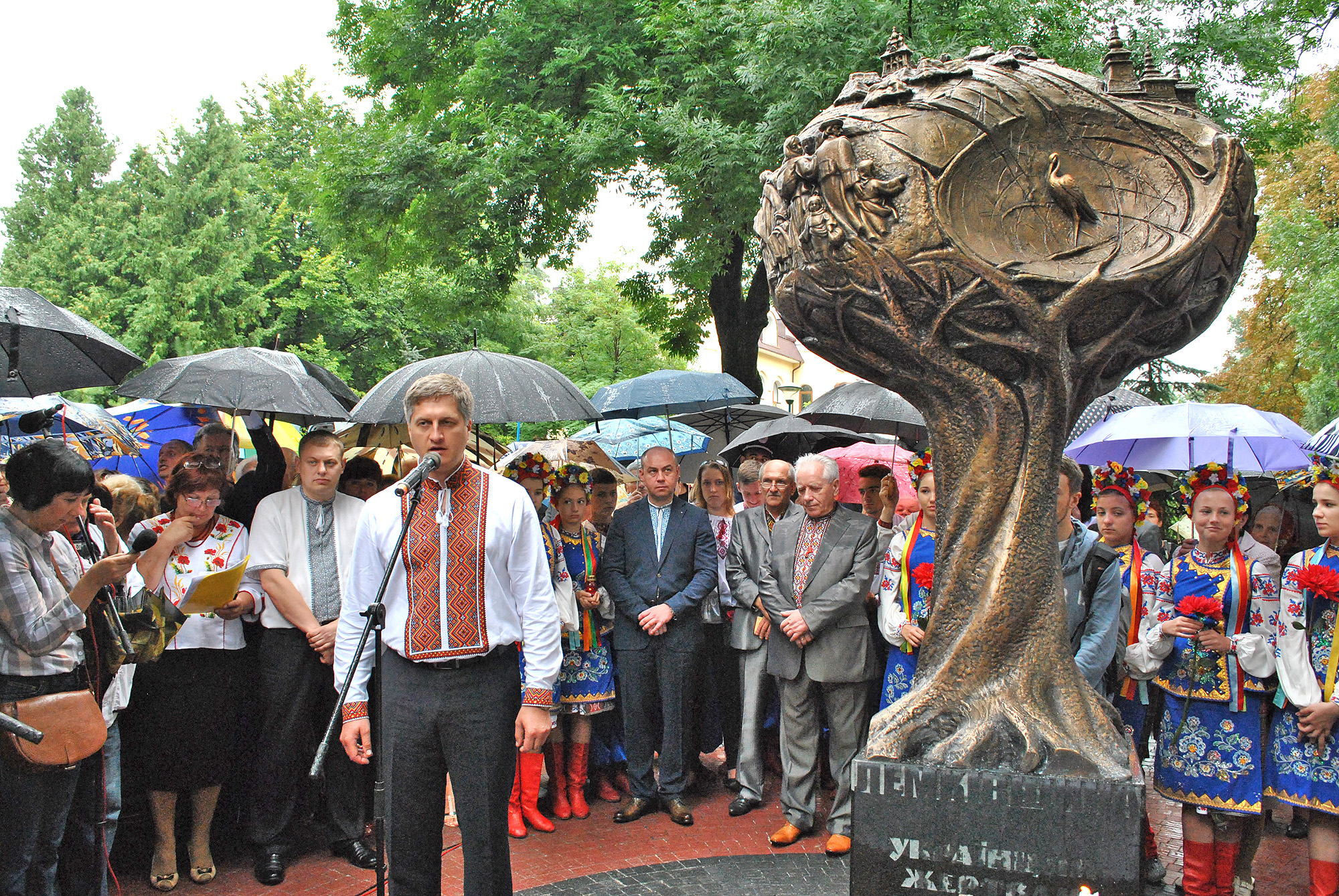
На відкритті пам'ятника жертвам депортації 1944-1946 років (Тернопіль, 24 серпня 2014)
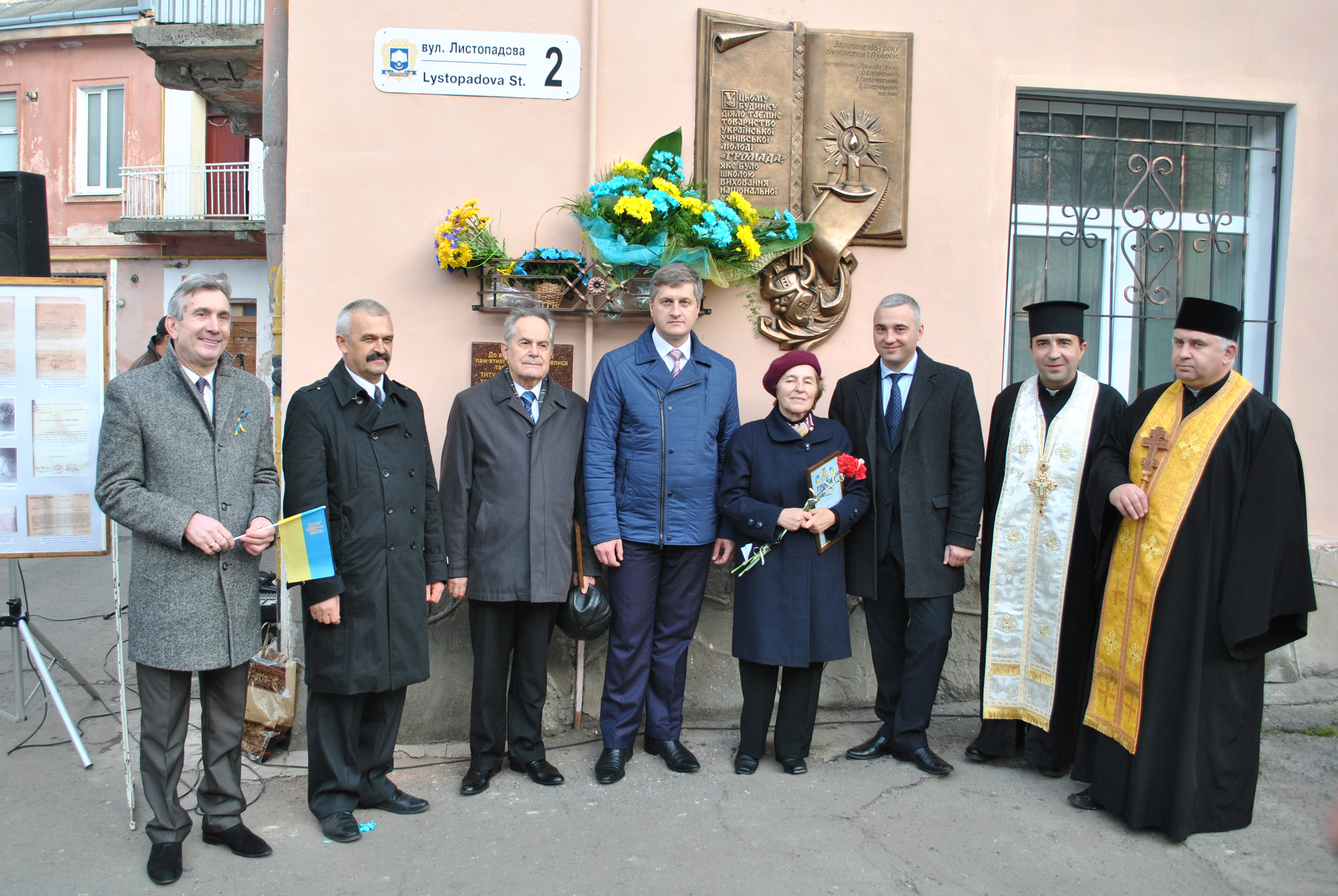
На відкритті пам'ятної дошки членам товариства «Громада» (Тернопіль, 4 листопада 2014)